# Ahti Korhonen
Ahti Aapo Korhonen (né le 2 avril 1921 à Helsinki – mort le 25 avril 2010 à Helsinki) est un architecte finlandais.

## Ouvrages principaux
- 1952, Econimitalo, Lauttasaari.
- 1963, Église de Kerava, Kerava
- années 1960, Plan d'aménagement de Kukela, Kerava[1]
- 1964-1976, Plan d'urbanisme, Lapua
- 1969, Centre paroissial, Kerava
- 1980, Église de Maunula, Maunula
- 1960–1968, Plan d’aménagement de Matinkylä
- 1960–1968, Plan d'urbanisme de Vaasa
- 1955–1959, Scierie et usine de contreplaqués, Lauritsala

## Galerie

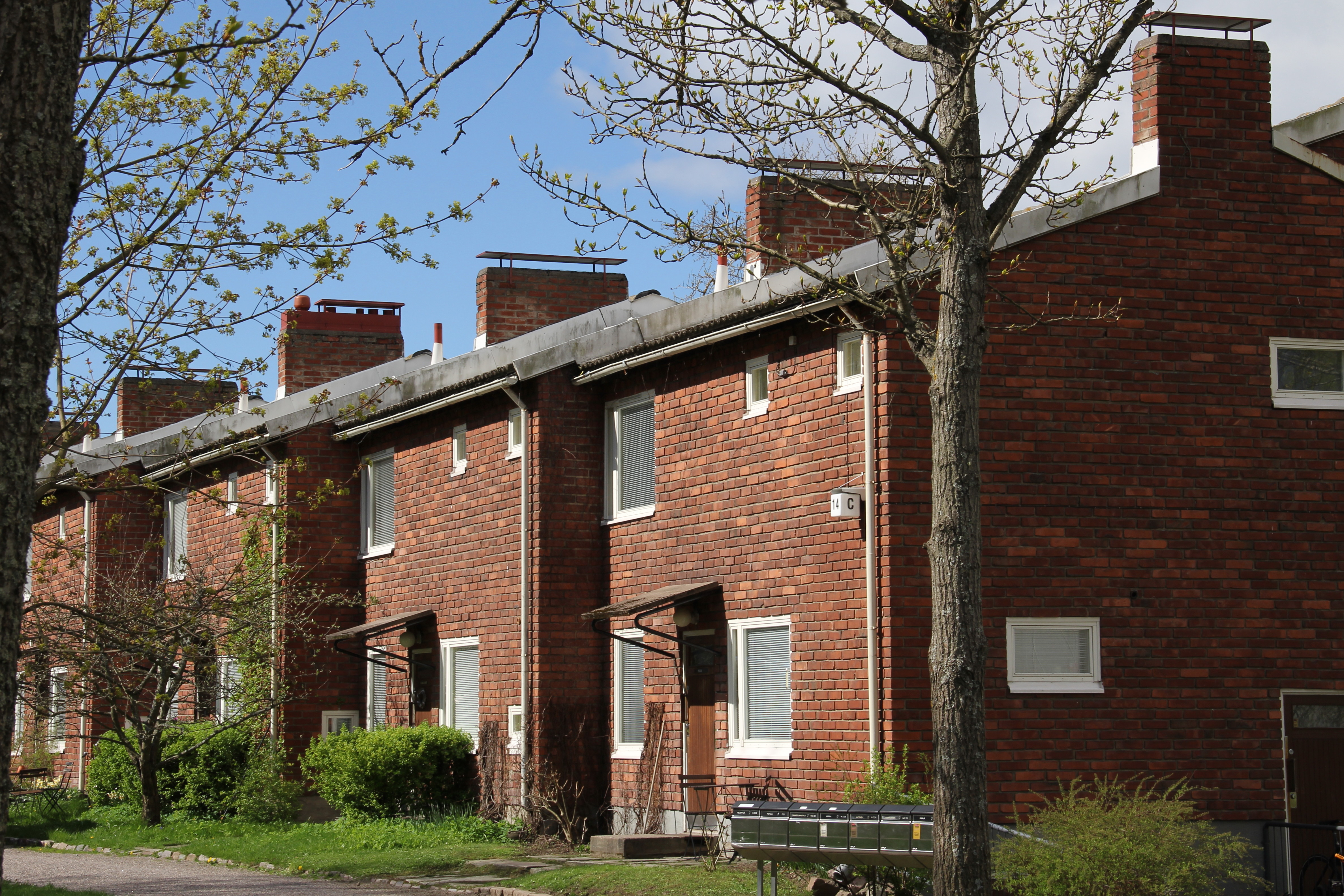
Econimitalo, Lauttasaari.
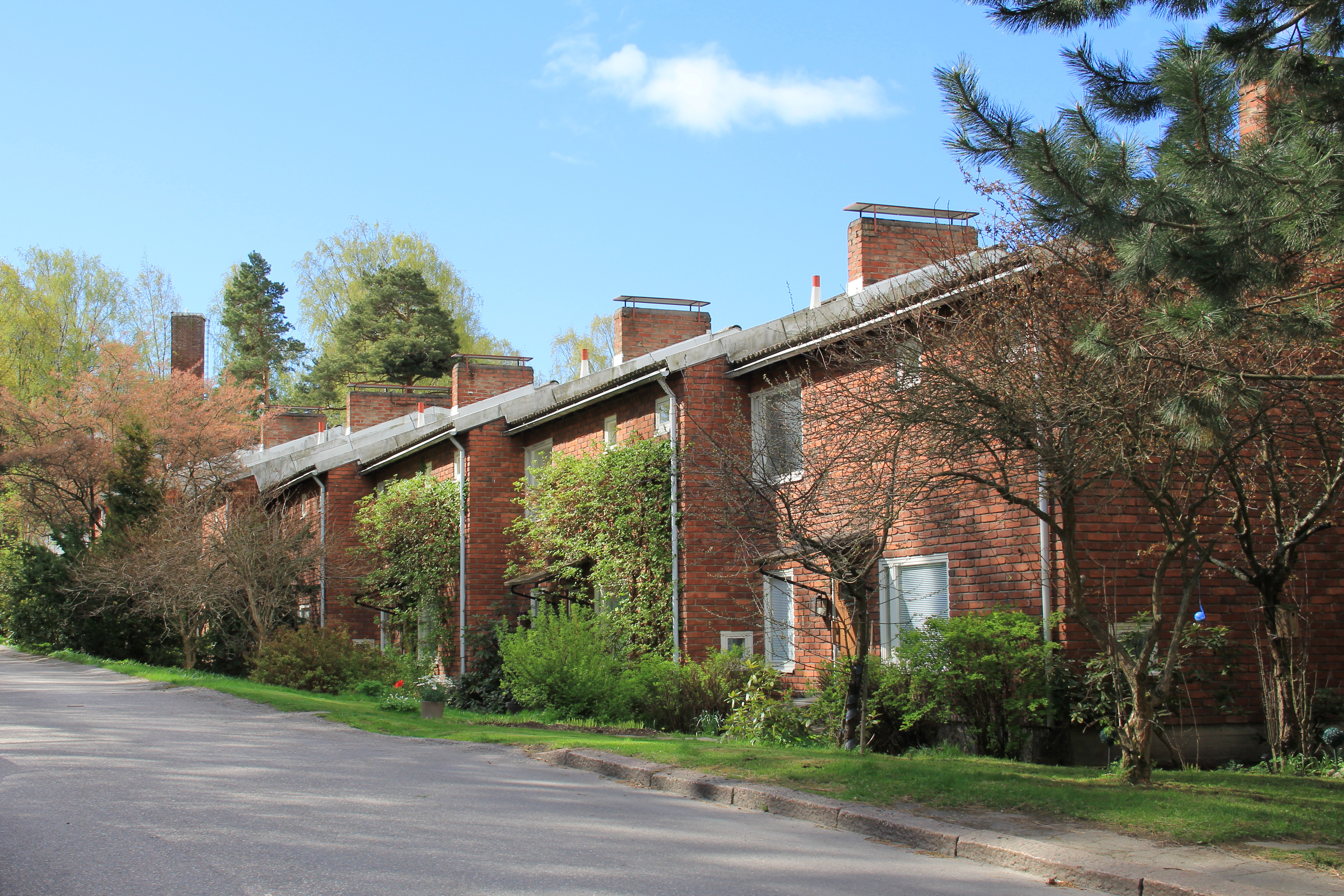
Econimitalo, Lauttasaari.
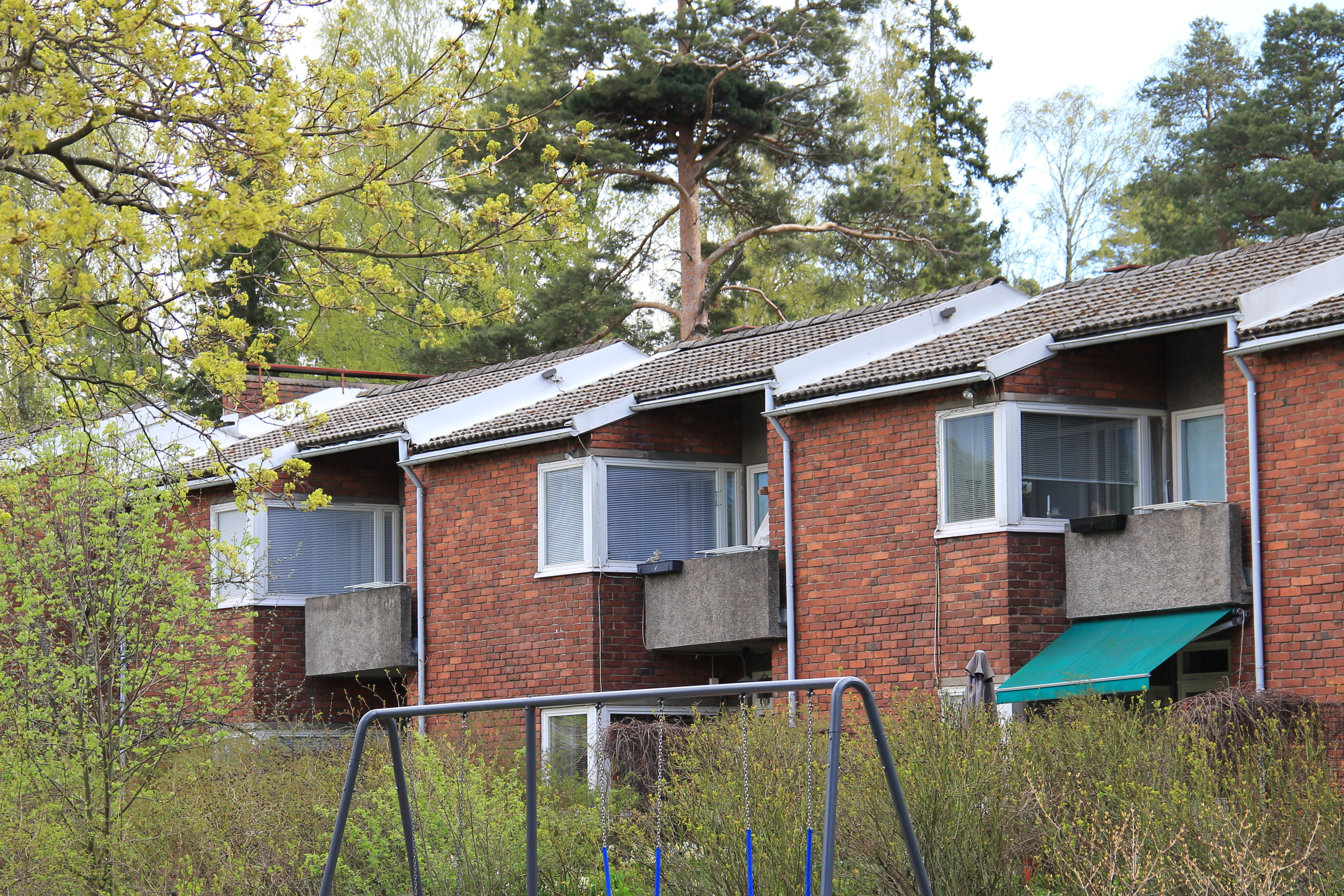
Econimitalo, Lauttasaari.
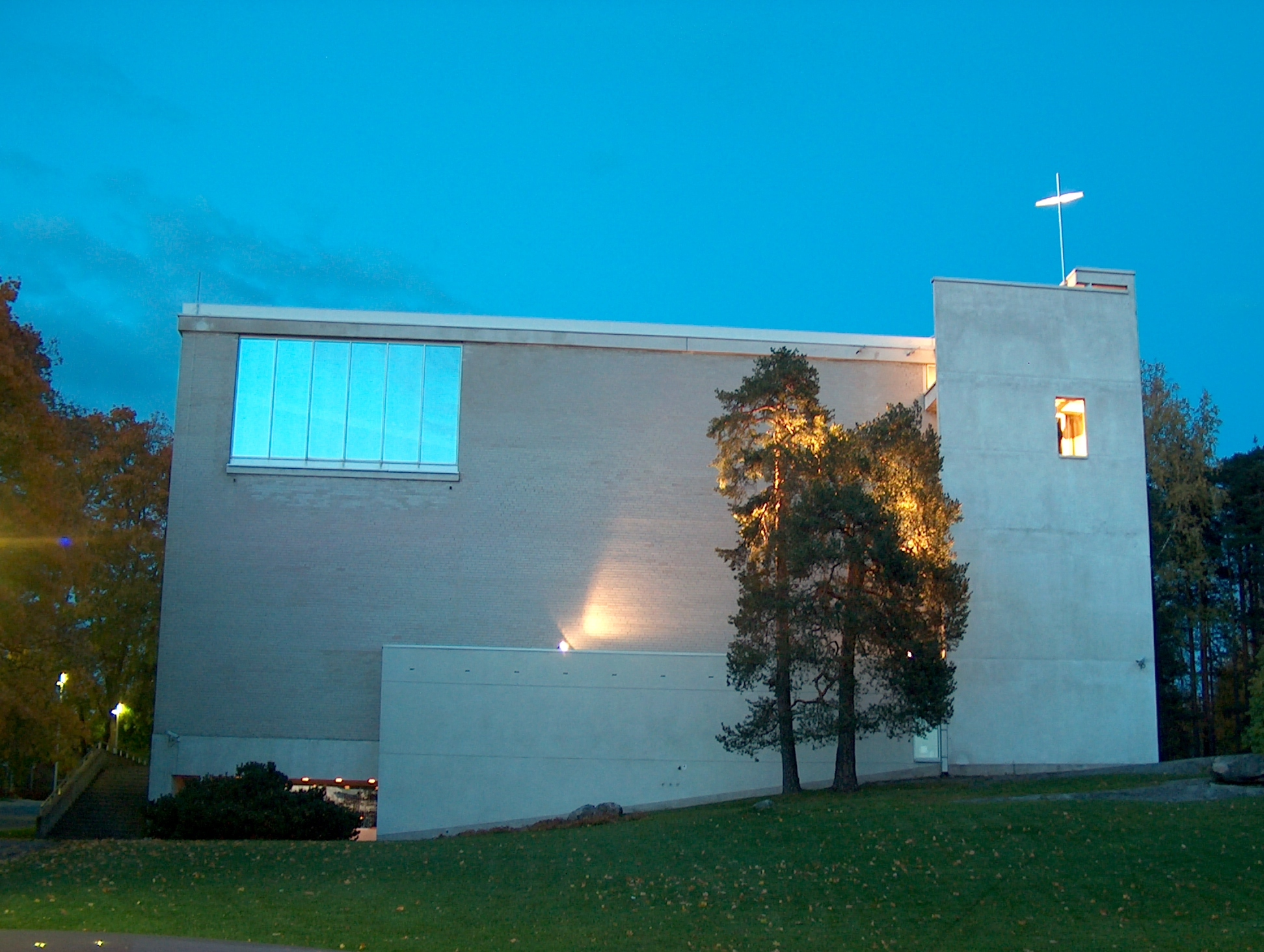
Église de Kerava
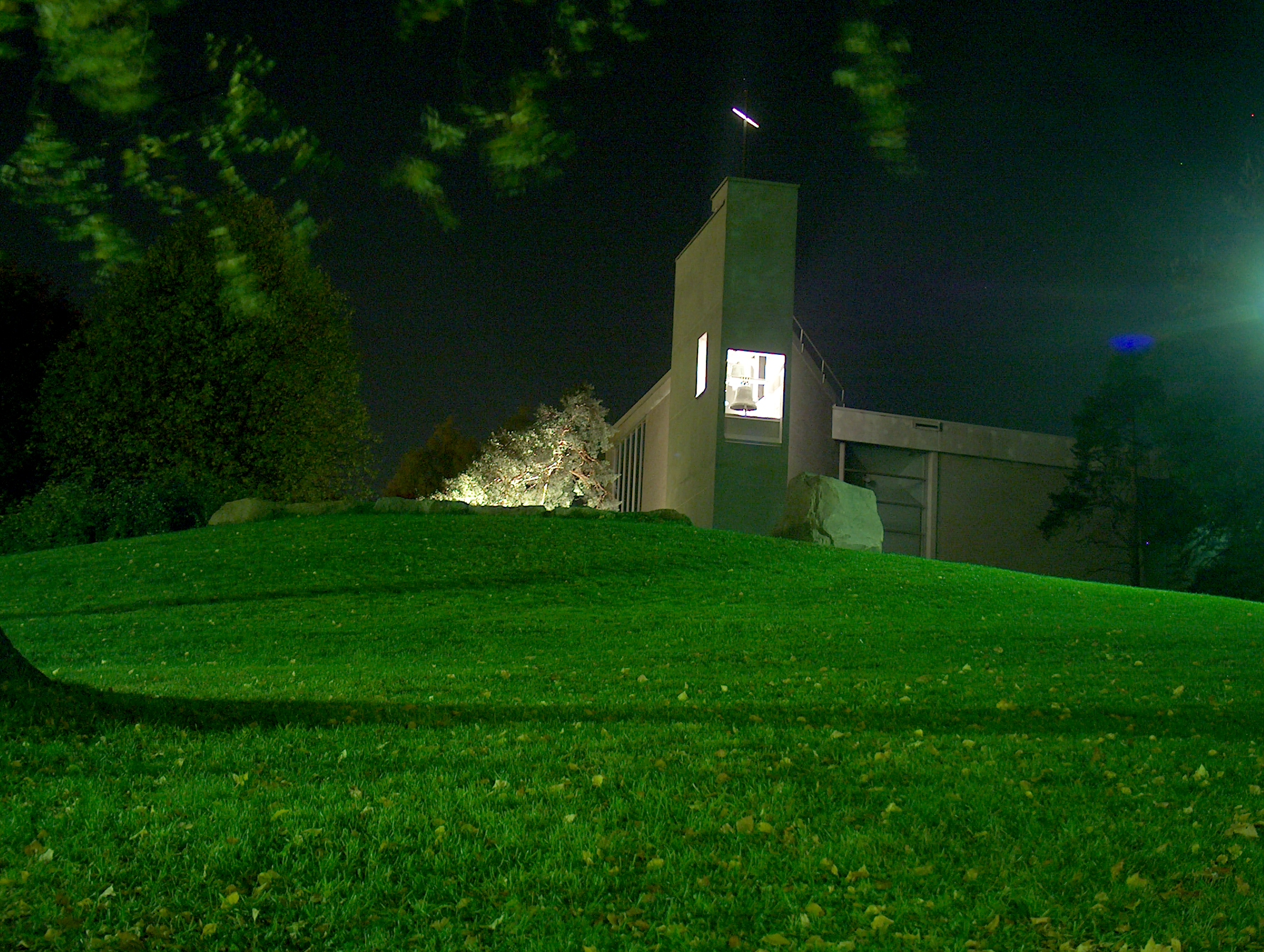
Église de Kerava
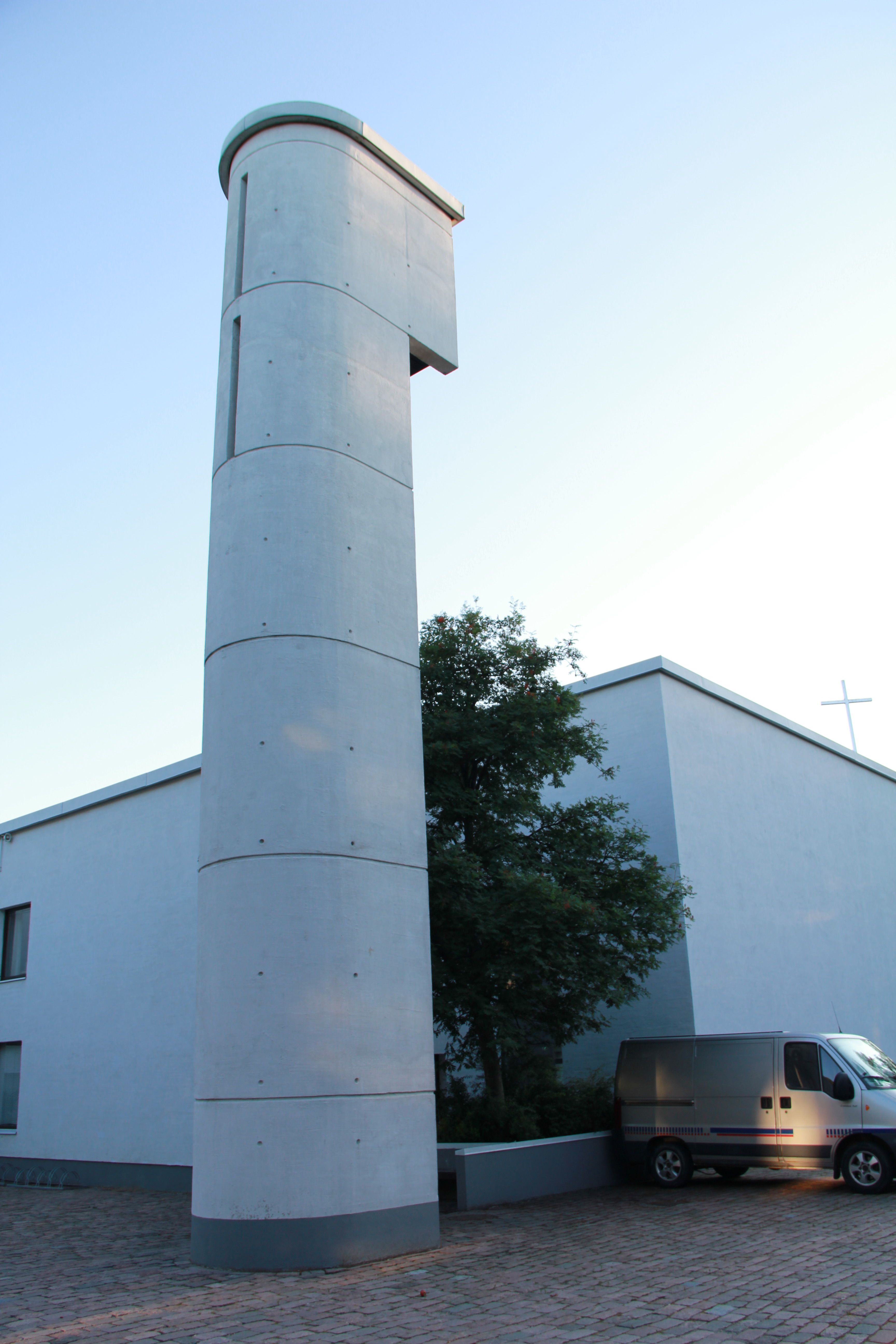
Église de Maunula
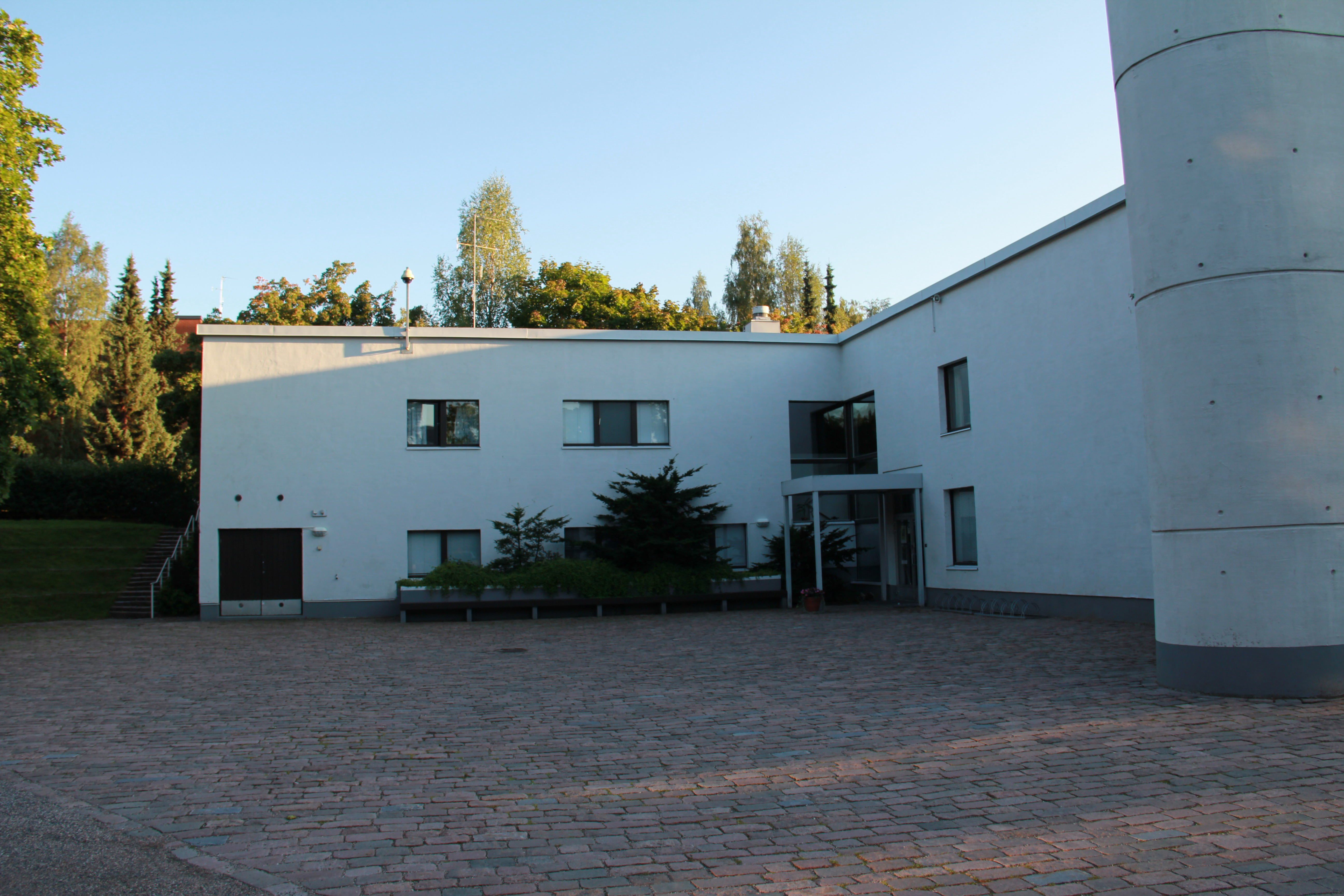
Église de Maunula
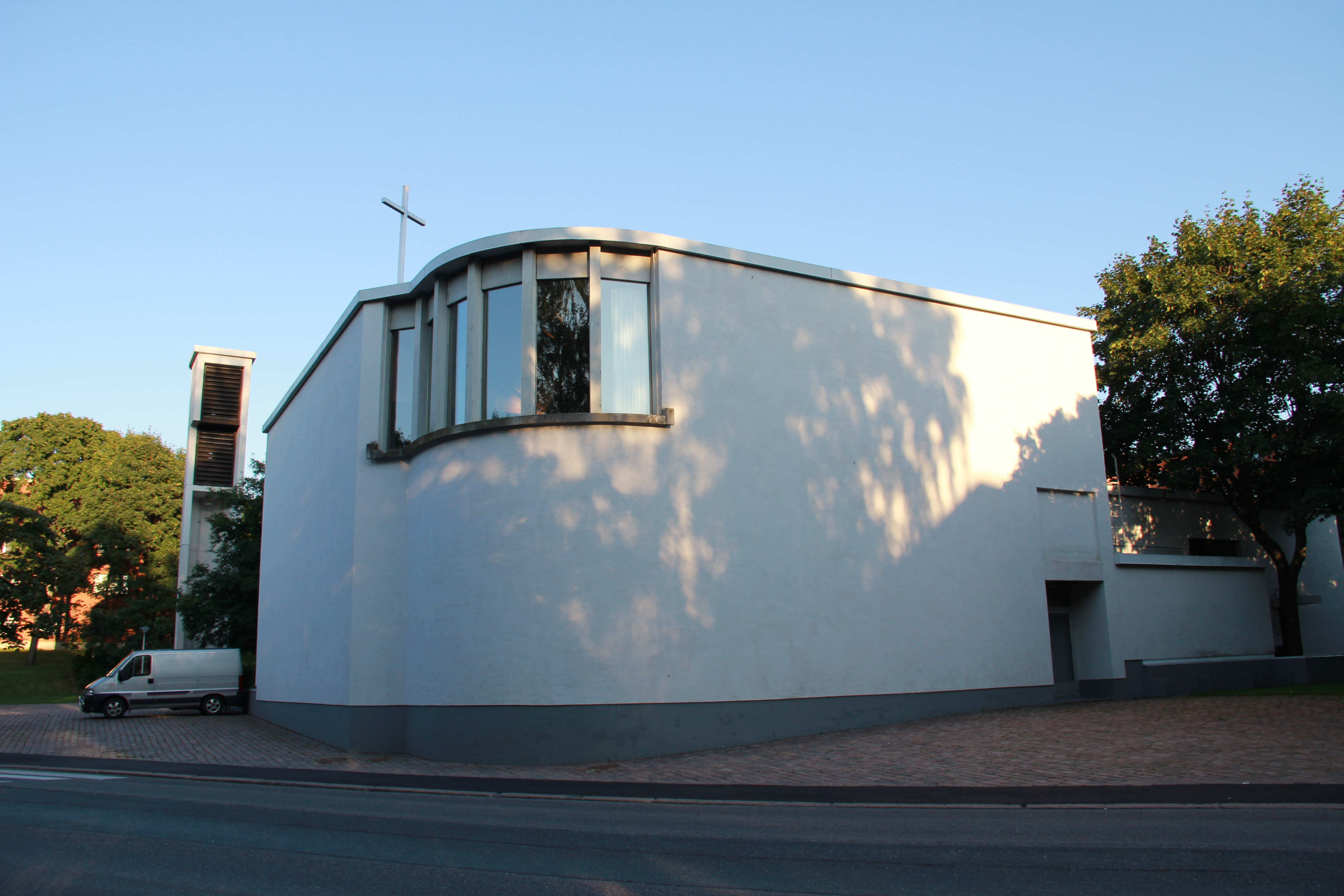
Église de Maunula